# Read My Mind (песма)
"Read My Mind" (у преводу, Читаш моје мисли) је песма рок бенда из Лас Вегаса, Килерс, и шеста је песма на њиховом другом албуму, Sam's Town, издатом у октобру 2006. године. Песма је такође изашла као део iTunes EP-а 13. фебруара 2007. године у виду акустичке верзије и два ремикса. Такође је издат као трећи сингл са албума Sam's Town у Уједињеном Краљевству 26. фебруара 2007.
Нил Тенант и Крис Лоу (из Пет шоп бојса) видели су концерт Килерса у Брикстон академији крајем новембра 2006. године, где је дискутована идеја ремикса за песму "Read My Mind" између ове две стране. Резултујући ремикс, "Pet Shop Boys Stars Are Blazing Mix" је један од Б-страна за сингл.
У интервјуу за чикашку радио-станицу Q101, Брендон Флауерс је назвао "Read My Mind" најбољом песмом коју је бенд икада написао. Такође се налази на 12. месту на Ролинг стоуновом списку 100 најбољих песама 2006. године, иако је албум Sam's Town претходно добио негативне критике од тог магазина.

## Списак песама

### Америчке верзије
- Промо CD [5]

1. - 4:03

- EP / Бест бај семплер CD[6]

1. - 7:19
2. - 3:30
3. - 4:11

### Британске верзије
- 7" 6 02517 24568 6[7]

1. - 4:03
2. - 3:30

- CD 6 02517 24567 9[8][9]

1. - 4:03
2. - 7:19

## Спот
Спот за песму "Read My Mind" снимљен је у Токију 10. јануара 2007. године, не много пре него што је бенд кренуо на своју турнеју по Новом Зеланду и Аустралији, а режирала га је Дајен Мартел. У једном интервјуу, Брендон Флауерс је назвао мелодију "некако нашом омиљеном песмом" и обећао је ће у споту бенд бити "у Токију, на бицикловима."
Спот је доживео премијеру 8. фебруара 2007. године на MTV-овом програму Total Request Live у склопу "Spankin New Music Week." Спот умногоме није повезан са песмом и у њему Килерси су у Токију где се проводе и раде ствари везане за слободу младости (што укључује вожњу различитих бициклова по улицама Токија). У споту, чланови бенда такође играју аркадне видео-игре, играју се лишћем у једном парку у Токију са јапанском школском децом, и интерагују са једним јапанским ликом из цртаних филмова. Разне сцене су испреплетане снимцима Флауерса како пева усред града на раскрсници. Спот се завршава са четворицом чланова бенда у хотелу.